# Rupert IV de Virnebourg
Rupert IV de Virnebourg, comte de Virnebourg († 1444 avant le 5 mai) était un noble allemand au service du duc de Bourgogne. En 1433, il est reçu dans l'Ordre de la Toison d'or.

## Biographie
Rupert était le fils unique du comte Adolphe de Virnebourg et de sa femme Jutte de Randerath. En 1391, il est lui-même attesté comte de Virnebourg. En 1419, il conclut un contrat de mariage pour son fils Philippe, qui cinq ans plus tard apporta à la famille, entre autres, des parties du comté de Neuenahr et le titre de comte associé.
Dans la querelle d'investiture de Trèves entre Jacques de Sierck, Ulrich de Manderscheid (de) et Raban de Helmstatt, qui était à son summum à partir de 1430, Virnebourg a soutenu Manderscheid pour le siège de la cathédrale de Cologne, qui avait reçu le nombre de voix inférieur à Sierck lors de la double élection de 1430, et a continué à le faire après que le pape et l'empereur Raban de Helmstatt aient reconnu celui-ci dans un compromis. La contestation fut portée au concile de Bâle sans résultat (1434).
Au Chapitre de Dijon, fin 1433, Rupert IV de Virnebourg est admis dans l'Ordre de la Toison d'or (diplôme n° 36).
Le 16 avril 1436, le duc de Bourgogne, Philippe le Bon, et sa tante par alliance, Élisabeth de Goerlitz, signent le traité de La Haye, dans lequel elle cède tous les droits au duché de Luxembourg en échange d'une pension et d'un règlement unique ; Une partie du contrat prévoyait que Rupert de Virnebourg était installé comme sénéchal (et gardien bourguignon) à la cour d'Elisabeth à Arlon - auprès de l'empereur Sigismond avec Jean III. von Rodemacher a nommé un homologue.
Peu de temps après la conclusion du contrat, Jeanne des Armoises est arrivée à la cour d'Arlon, s'est faite passer pour Jeanne d'Arc et a été soutenue par Elisabeth jusqu'à la fin de l'année. Rupert de Virnebourg et son fils du même nom utilisèrent l'apparence de Jeanne pour la mettre à la tête d'une armée de mercenaires, avec laquelle elle entra à Cologne le 2 août 1436, mais dut fuir le 25 août. L'empereur Sigismond profite alors de l'absence de Rupert IV pour faire occuper la citadelle par le Luxembourg.

## Mariage et descendance
En 1390, Rupert IV épousa Johannette von Blankenheim, fille de Gerhard VIII, déjà décédé en 1398. Le mariage est resté sans enfant. Probablement en 1398, il épousa Agnes von Solms, fille du comte Otto ; Agnès est attestée de 1405 à 1412 et décédée en 1420. Les descendants issus de ce mariage sont :
- Philippe Ier (1424 comte de Virnebourg et Neuenahr, † 10 février 1443), ∞ (contrat de mariage du 4 juillet 1419) Catherine de Saffenberg, héritière de parties de Neuenahr, Saffenberg (de) et Gelsdorf (de), attestée en 1411/70, fille de Guillaume de Saffenberg, comte de Neuenahr (de)
- Rupert V (1424/36 attesté, † avant 1444), qui apparaît dans l'affaire de Jeanne des Armoises
- Anne (attestée en 1442); ∞ Jean de la Marck au Arenberg (de) et à Sedan, † 1470
- Genoveva (attestée 1415, † 8 avril 1437) ∞ après le 15 mai 1429, avec Henri II, comte de Nassau-Dillenbourg à Vianden, † 1450
- Agnès, ∞ probablement en 1415, avec Johann II von Rodemachern, † 1415

## Sources
- (de) Cet article est partiellement ou en totalité issu de l’article de Wikipédia en allemand intitulé « Ruprecht IV. (Virneburg) » (voir la liste des auteurs).
- Detlev Schwennicke European Family Trees, Volume VII (1979), Tableau 143
- Raphael de Smedt, Les chevaliers de l'ordre de la Toison d'or au XVe siècle. Notices bio-bibliographiques. (Kiel Workpieces, D 3), 2e édition améliorée, Verlag Peter Lang, Francfort 2000,  (ISBN 3-631-36017-7), n° 35 (en français, avec de nombreuses références bibliographiques).